# Мене звати Ро Кі Ван
«Мене звати Ро Кі Ван» (кор. 로기완, Ro Gi Wan) — південнокорейський драматичний фільм 2024 року, знятий сценаристом і режисером Кім Хі-Джін, у головних ролях знялися актори Сон Чжун Кі та Чхве Сон Ин. Фільм заснований на художньому романі письменниці Чхо Хе-Джін «Я зустрів Ро Кі Вана» 2011 року та розповідає про досвід перебіжчика з Північної Кореї, який їде до Бельгії в пошуках притулку. Фільм вийшов на платформі Netflix 1 березня 2024 року в деяких регіонах.

## Синопсис
Кі Ван (актор Сон Чжун Кі), перебіжчик із Північної Кореї, який втікає до Китаю разом зі своєю матір'ю, але китайська влада їх розлучає. Змушений знову тікати, Кі Ван опиняється в Брюсселі, абсолютно чужій країні із суровою зимою. Там він стикається з бездомністю та боротьбою за виживання. Але Кі Ваном керує передсмертне бажання його матері знайти безпечну гавань, де він міг би жити вільно. Проблиск надії з'являється, коли він зустрічає Марі (акторка Чхве Сон-Ин), колишню бельгійську спортсменку, яка також пережила важкі часи. Разом вони протистоять труднощам й утворюють міцний зв'язок, борючись за краще майбутнє.

## Акторський склад

### Головний
- Сон Чжун Кі — Ло Кі-Ван, перебіжчик із Північної Кореї
- Чхве Сон Ин — Марі Лі, колишня спортсменка зі стрільби

### Другорядний[5][6]
- Кім Син Рюн — Ок-Хі, мати Кі Вана
- Со Хьон У — Рі Ин-Чоль, дядько Ро Кі Вана по материнській лінії
- Чо Хан Чоль — Лі Йон-Син, батько Марі
- Лі Іль Хва — Чон-Джу, мати Марі
- Лі Сан Хі — Сон-Джу, корейсько-китайський іммігрант, якого Кі-Ван зустрічає на бельгійській фабриці
- Ваель Серсуб — Сіріл, власник бару в Бельгії

## Виробництво
Фільм заснований на художньому романі 2019 року південнокорейської письменниці Чхо Хе-Джін. У статті, опублікованій некомерційною організацією Liberty in North Korea, яка допомагає перебіжчикам з Північної Кореї, обставини та теми цієї історії оцінені як реалістичні. Перебіжчики часто стикаються з ризикованою втечею, важкими заявами про надання притулку, травмами та культурними й мовними бар'єрами.
8 лютого 2023 року компанія Netflix підтвердила зйомки фільму за участю Сон Чжун Кі, Чхве Сон Ин, Чо Хан Чоль, Кім Син Рюн, Лі Іль Хва, Лі Сан Хі та Со Хьон У.
24 лютого 2023 року Сон Чжун Кі опублікував фото, на якому видно початок зйомок в Угорщині.

## Випуск
Фільм вийшов ексклюзивно на Netflix 1 березня 2024 року.

## Нагороди та номінації
2024 рік — Премія мистецтв Пексан, найкраща акторка другого плану (Лі Сан Хі) — в очікуванні.